# Narciarstwo alpejskie na Zimowej Uniwersjadzie 2013 – kombinacja kobiet
Kombinacja kobiet w narciarstwie alpejskim na Zimowej Uniwersjadzie 2013 została rozegrana w dniach 13 - 20 grudnia. Medale rozdano na podstawie punktów, zdobytych przez zawodniczki w slalomie, gigancie, supergigancie i zjeździe, przy czym każda z zawodniczek musiała ukończyć przynajmniej trzy z tych konkurencji. Złotą medalistką została reprezentantka Słowacji Jana Gantnerová. 
Żadna z reprezentantek Polski nie została sklasyfikowana w kombinacji.

## Wyniki
| Miejsce | Zawodniczka        | Reprezentacja     | Punkty |
| ------- | ------------------ | ----------------- | ------ |
| 1.      | Jana Gantnerová    | Słowacja          | 398    |
| 2.      | Barbara Kantorová  | Słowacja          | 381    |
| 3.      | Marija Szkanowa    | Białoruś          | 355    |
| 4.      | Pavla Klicnarová   | Słowacja          | 340    |
| 5.      | Romane Nicoletta   | Francja           | 320    |
| 6.      | Sakurako Mukōgawa  | Japonia           | 306    |
| 7.      | Anna Berecz        | Węgry             | 295    |
| 8.      | Lucie Piccard      | Francja           | 282    |
| 9.      | Margot Bottlaender | Francja           | 273    |
| 10.     | Martina Dubovská   | Czechy            | 263    |
| 11.     | Elena Re           | Włochy            | 262    |
| 12.     | Lauren Samuels     | Stany Zjednoczone | 248    |
| 13.     | Darja Kołomowa     | Rosja             | 242    |
| 14.     | Makiko Arai        | Japonia           | 234    |
| 15.     | Tetjana Tikun      | Ukraina           | 223    |
| 15.     | Jessica Honkonen   | Finlandia         | 223    |
| 17.     | Sandrine David     | Kanada            | 216    |